# Предраг Сарапа
Предраг Сарапа (Београд, 1969) српски је новинар и телевизијски водитељ.

## Биографија
Сарапа је рођен 1969. године у Београду. Током средње школе, аматерски се бавио писањем песама и новинарством. Завршио је Факултет политичких наука и Филозофски факултет.

## Каријера
Сарапа је каријеру започео као уредник и водитељ на каналу Студио Б, те и на каналима YU Info и ТВ Политика, где је након укидања његове ауторске емисије Сарапин проблем, прешао на канал Пинк 3 инфо, где је водио емисију Правац. Касније, прелази на канал Пинк ТВ, где тренутно води емисију Ново јутро.